# SBT12M1
Súng bắn tỉa hạng nặng 12,7 mm Việt Nam (định danh chính thức là SBT12M1) là một loại súng bắn tỉa công phá do Việt Nam chế tạo, có cỡ nòng 12,7 mm, được thiết kế dựa trên Súng bắn tỉa công phá KSVK của Nga nhưng có thêm một số cải tiến mới.

## Đặc điểm thiết kế và hoạt động
Súng bắn tỉa 12,7 mm thuộc đề tài khoa học "Nghiên cứu thiết kế, chế thử súng bắn tỉa cỡ nòng 12,7mm" của Viện Vũ khí (Tổng cục Công nghiệp Quốc phòng, Quân đội Nhân dân Việt Nam). Mẫu thiết kế dựa trên cơ sở của súng bắn tỉa KSVK, với kiểu băng đạn sau cò súng, có bộ phận giảm giật ở nòng, hình dáng bên ngoài rất giống với KSVK.
Dự án hoàn thành vào năm 2010 và súng được Nhà máy Z111 chế tạo thành công mẫu thử nghiệm. Tất cả các thiết bị như nòng súng, báng súng, vỏ ngoài, thân, đạn dược, kính ngắm quang học... cũng như dây chuyền sản xuất và công nghệ chế tạo tại Nhà máy Z111 đều do phía Việt Nam làm chủ thông qua việc nghiên cứu tiếp thu công nghệ kỹ thuật súng bắn tỉa KSVK từ phía Nga. Súng có kích thước phù hợp, trọng lượng 12,5 kg, hộp tiếp đạn 5 viên, sơ tốc đầu đạn 840 m/s, tầm bắn hiệu quả 1.200m. Súng bắn đạt tỉ lệ trúng, độ chụm cao, bảo đảm độ bền và hoạt động tin cậy trong các điều kiện thời tiết khắc nghiệt .

## Mục đích
SBT12M1 được chế tạo nhằm có thể dùng để tiêu diệt hiệu quả nhiều loại mục tiêu như xe thiết giáp hạng nhẹ, mục tiêu sau bức tường hay kính chống đạn,... Việc nghiên cứu thành công đề tài thiết kế, chế thử súng bắn tỉa 12,7mm tạo cơ sở để Việt Nam chủ động sản xuất súng bắn tỉa trong nước, hạn chế nhập khẩu, góp phần đáp ứng yêu cầu huấn luyện, sẵn sàng chiến đấu cho Quân đội Nhân dân Việt Nam.

## Kính ngắm N12
Phòng Khí tài, Viện Vũ khí (Tổng cục Công nghiệp quốc phòng) vừa cho ra mắt sản phẩm kính ngắm súng bắn tỉa cỡ nòng 12,7mm. Sản phẩm kính ngắm bắn ngày đồng bộ cho súng bắn tỉa cỡ nòng 12,7mm (ký hiệu N12) có khối lượng 1,28 kg. Các thông số kỹ, chiến thuật đều đạt tiêu chuẩn, như: Độ phóng đại gấp 10 lần, thị giới 3 độ, mức phân biệt 6 giây, cự ly ngắm bắn tối đa lên tới 18.800m. Sản phẩm có khả năng chịu được thời tiết nóng ẩm, chịu rung xóc, va đập và đạt yêu cầu về độ cứng, vững chắc khi lắp lên thân súng, đồng thời bảo đảm thao tác sử dụng thuận tiện, dễ dàng,...
Trong quá trình thiết kế kính ngắm N12, nhóm nghiên cứu đã phối hợp chặt chẽ với các tác giả thực hiện đề tài nghiên cứu, thiết kế, chế tạo súng bắn tỉa cỡ nòng 12,7mm. Do vậy, hai sản phẩm súng bắn tỉa và kính ngắm hoàn toàn tương thích với nhau, có khả năng đưa vào đồng bộ, sử dụng ngay sau khi sản xuất.
Sản phẩm kính ngắm N12 đã được chế tạo đồng bộ tại Xí nghiệp 23, Z199 (Tổng cục Công nghiệp quốc phòng), được thử nghiệm thực tế và được Hội đồng Khoa học Tổng cục Công nghiệp quốc phòng nghiệm thu.

## Thông số cơ bản
- Loại: Súng bắn tỉa công phá
- Khối lượng: 12,5 kg
- Sơ tốc: 840 m/s
- Tầm nhìn qua kính ngắm: 1800 m
- Tầm bắn hiệu quả: 1.200 m
- Chiều dài: 1.350 mm
- Chiều dài nòng súng: 1.000mm
- Cỡ đạn: 12.7x108 mm
- Hộp tiếp đạn: Hộp đạn rời 5 viên
- Thiết bị ngắm bắn: Kính ngắm quang học và thước ngắm cơ khí
- Quốc gia chế tạo:  Việt Nam
- Quốc gia sử dụng:  Việt Nam

## Trang bị
Mẫu súng được dự tính sẽ chỉ sản xuất với số lượng rất ít để trang bị cho các chiến sĩ bắn tỉa thuộc một số lực lượng đặc biệt của Quân đội Nhân dân Việt Nam tùy theo các nhiệm vụ đặc biệt.